# 吉田翔吾
吉田 翔吾（よしだ しょうご、1992年11月2日 - ）は、日本の俳優である。愛媛県出身。mitt management所属。

## 来歴
2011年より演劇での活動を開始。その間大学での学業も平行し、無事に卒業。2014年、『うちの犬はサイコロを振るのをやめた』のオーディションに合格し、同作に出演したのをキッカケに劇団ポップンマッシュルームチキン野郎へ入団。吹原幸太に師事。
2017年1月、『ミュージカル 忍たま乱太郎』に不破雷蔵役で出演。5月、事務所との契約満了のためoffice EN-JINを退所。フリー期間を経て11月より砂岡事務所に所属する。12月、同事務所に所属する栗原大河を中心とした音楽グループTacTの結成を発表。
2019年6月10日、舞台等スケジュールの都合から活動継続が難しく同年6月末でTacT脱退を発表。11月30日、契約満了で砂岡事務所を退所。
2020年10月より、mitt managementに所属する。
2024年5月、吉田翔吾オフィシャルファンクラブ『吉田世界』を開設。

## 人物
- 《類い希なるセンスを武器に、この世の真実を舞台上で見つけ出そうとする、ポップンマッシュルームチキン野郎が誇る若武者。稽古場で全ての役者から学び取ろうとするエネルギッシュな姿勢は、飢えた狼の様である。》(劇団公式HPプロフィールより引用)[1]
- 自他共に認める柔和な容姿とは裏腹に、身体能力の高さを活かしたアクション等も得意とする。劇団主催の吹原幸太に「心ある芝居をする」と評される。
- 趣味は映画鑑賞。特技はバク転、10円玉10枚一瞬でキャッチ[1]、ドロップキック。
- 最近は様々な画材で絵を描いたり、独特な世界観の絵日記も不定期に公開している[7]。
- 兄弟は兄が一人。
- 大の甘いもの好き。
- 好きなお酒はレモンサワー。
- 小学生の頃はサッカーチームに所属、中学時代は陸上部の部長をしていた。
- 小学1年生までは愛媛で育ち、小学2年生からは親の都合で埼玉に引っ越している。

## 出演

### テレビドラマ
- 『恋仲』（2015年、フジテレビ）

### 映画
- 『母と暮せば』（2015年）
- ショートフィルム『居酒屋ウォーズ』（2016年、CHEERZ for MEN） - 寺中健太 役[8]
- 短編映画『林檎は樹の近くに落ちる』（2018年）

### 舞台
2011年
- ニコニコミュージカルワークショップ 第一回アトリエ公演『ナツヤスミ語辞典』（6月15日 - 19日、劇場HOPE） - ウラシマ 役
- ニコニコミュージカルワークショップ 第二回アトリエ公演『見よ、飛行機の高く飛べるを』（9月21日 - 25日、テアトルBONBON） - 新庄洋一郎 役（Aチーム）

2012年
- 劇団こばるとぶるー（仮）『ウルフマン』（5月4日 - 7日、タイニイアリス） - 主演・相田誠 役
- ニコニコミュージカルワークショップ 第三回アトリエ公演『女の平和』（6月6日 - 10日、シアターKASSAI） - アテナイ行使／スパルタ使者 役（デロス組）
- 演劇生産計画クリスチアーノ奴隷市場『爪痕』（12月20日 - 23日、北池袋新生館シアター） - 平嶋大地 役

2013年
- 爬虫類企画『カーテンサークル』（4月26日 - 28日、参宮橋TRANCE MISSION） - 在日 役
- 爬虫類企画『ペアレントジャーニー』（10月4日 - 6日、明石スタジオ） - 栗男 役

2014年
- 爬虫類企画『ラセンカゾク』（5月8日 - 11日、萬劇場） - 強 役
- ポップンマッシュルームチキン野郎『うちの犬はサイコロを振るのをやめた』（7月4日 - 13日、下北沢駅前劇場） - チョンボ 役
- 爬虫類企画『ヒョウイズム』（9月12日 - 15日、シアターモリエール）
- こちらスーパーうさぎ帝国『うさぎの帝国』（12月3日 - 7日、シアターグリーンBIG TREE THEATER）

2015年
- ポップンマッシュルームチキン野郎『独りぼっちのブルース・レッドフィールド』（2月22日 - 3月1日、シアターサンモール） - ビル・レッドフィールド 役
- ポップンマッシュルームチキン野郎課外活動　モウムリポ『売春捜査官／カム・ブロォ・ユア・ホーン』（6月24日 - 29日、ステージカフェ下北沢亭）
『売春捜査官』 - 鳥居スゲオ 役
- SHATNER of WONDER #2 『小林少年とピストル』（8月12日 - 16日、CBGKシブゲキ!!、作・演出 : 西田シャトナー)  - 3悪党の1人ノイマン 役[9]
- ポップンマッシュルームチキン野郎課外活動　増田赤カブトのこうのとり研究会　『二人芝居オムニバス　オリンポスの神々』（年9月20日 - 21日、ステージカフェ下北沢亭）
『白い像のような山並み』 - 男 役[10]
- ポップンマッシュルームぴあ野郎（ポップンマッシュルームチキン野郎）『錆びつきジャックは死ぬほど死にたい』（10月28日 - 11月3日、CBGKシブゲキ!!） - モンジロー 役[11]

2016年
- ポップンマッシュルームチキン野郎『御家族解体』（3月5日 - 13日、ステージカフェ下北沢亭） - 又春 役
- ホットポットクッキング Presents『失神タイムスリドル』（4月29日 - 5月2日、新宿村LIVE）
- ジョー&マリ プロジェクト『熱闘!! 飛龍小学校☆パワード』（6月18日 - 26日、シアターサンモール） - トニーボーイ (3年生・秘密ハンターズ) 役[12]
- ポップンマッシュルームチキン野郎『うちの犬はサイコロを振るのをやめた』（東京公演：7月23日 - 31日、シアターサンモール ／ 大阪公演：8月13日 - 16日、HEP HALL）
- ポップンマッシュルームチキン野郎『こい!ここぞといふとき～男色道中膝栗毛～』（11月17日 - 21日、新宿シアター・ミラクル） - 角田 役[13]

2017年
- 『ミュージカル「忍たま乱太郎」第8弾 ～がんばれ五年生!技あり、術あり、初忍務!!～』（1月7日 - 22日、東京ドームシティー シアターGロッソ） - 不破雷蔵 役[14][15]
- ポップンマッシュルームチキン野郎『死なない男は棺桶で二度寝する／オハヨウ夢見モグラ』（5月3日 - 14日、シアターKASSAI）
『死なない男は棺桶で二度寝する』- 主演・正田六郎 ／ 一郎 役
- 『ミュージカル「忍たま乱太郎」第8弾 ～がんばれ五年生!技あり、術あり、初忍務!!～ (東京公演：6月16日 - 7月2日、サンシャイン劇場 ／ 大阪公演：7月21日 - 23日、森ノ宮ピロティホール) - 不破雷蔵 役[16]
- 『ミュージカル「忍たま乱太郎」第8弾「忍術学園 学園祭」』（東京公演：9月22日 - 24日、舞浜アンフィシアター ／ 大阪公演：9月29日 - 10月1日、森ノ宮ピロティホール） - 不破雷蔵 役[17]
- 朗読劇「『季節が僕たちを連れ去ったあとに』～『寺山修司からの手紙』より（岩波書店刊）～」（10月9日、あうるすぽっと、共演 : 小林顕作） - 主演・寺山修司 役[18]
- ポップンマッシュルームチキン野郎『仏の顔も三度までと言いますが、それはあくまで仏の場合ですので 鰹』（10月7日,11日,13日,15日、シアターKASSAI）[19]
- ポップンマッシュルームチキン野郎『仏の顔も三度までと言いますが、それはあくまで仏の場合ですので 栄螺』（10月11日,15日、シアターKASSAI）[20]

2018年
- 『ミュージカル「忍たま乱太郎」第9弾～忍術学園陥落!夢のまた夢!?～』（東京公演：1月6日 - 21日、東京ドームシティー シアターGロッソ ／ 愛知公演：2月3日 - 4日、春日井市民会館）- 不破雷蔵 役（座長公演）[21]
- Flying Trip Vol.13『ウソトリドリ』（3月14日 - 18日、あうるすぽっと）- 三木丈一郎 役
- 劇メシ公演『ラブレボリューションNo.1』（5月17日 - 20日、浅草九劇）- 白川豪 役
- 『ミュージカル「忍たま乱太郎」第9弾～忍術学園陥落!夢のまた夢!?～ 再演』（東京公演：6月15日 - 7月11日、サンシャイン劇場 ／ 大阪公演：7月12日 - 16日、梅田芸術劇場 シアター・ドラマシティ） - 不破雷蔵 役（座長公演）[22]
- HYBRID PROJECT Vol.17『Re-』（9月12日 - 16日、シアターサンモール） - 源九郎義経 役[23]
- 『ミュージカル「忍たま乱太郎」第9弾「忍術学園 学園祭2018」』（東京公演：10月12日 - 14日、舞浜アンフィシアター ／ 大阪公演：10月20日 - 21日、NHK大阪ホール）- 不破雷蔵 役
- 音楽劇『Love's Labour's Lost』（11月17日 - 25日、CBGKシブゲキ!!） - コスタード 役
- 舞台『もーれつア太郎 木枯らしに踊る花吹雪』（12月19日 - 24日、俳優座劇場） - ネコ吉 役[24][25]

2019年
- ポップンマッシュルームチキン野郎『死が二人を分かつまで愛し続けると誓います / 二度目の蝶々は遠回りして帰る』（1月17日 - 29日、シアターKASSAI）
『死が二人を分かつまで愛し続けると誓います』 -シシガミ 役
『二度目の蝶々は遠回りして帰る』 - 主演・ダニー 役
- 舞台『バグバスターズ ―Stage YELLOW―』（3月13日 - 17日、俳優座劇場） - 板橋大吾 役[26]
- 舞台『真・YOSHITSUNE』（4月24日 - 29日、CBGKシブゲキ!!） - 千里 役[27]
- ポップンマッシュルームチキン野郎『殿はいつも殿』（東京公演：5月16日 - 26日、花まる学習会王子小劇場 / 大阪公演：5月30日 - 6月2日、HEP HALL） - 正田守 役
- 舞台『アオアシ』（7月11日 - 15日、シアター1010） - 月島亜希 役[28]
- 東京印公演vol.16『げんせんじゃ～！～宝や旅館～2019』（8月7日 - 12日、CBGKシブゲキ!!） - 川治純(イエロー) 役[29]
- LIVEDOGプロデュース 舞台『013(ゼロイチサン)』（9月21日 - 29日、新宿村LIVE） - W主演・カイン 役（TeamBOY）
- 『THE BAMBI SHOW 3RD STAGE』（10月25日 - 11月3日、CBGKシブゲキ!!、演出 : 増本庄一郎、主演 : 板尾創路）- ダイヤ ／ 北村刑事 ／ 隅田 役
- ポップンマッシュルームチキン野郎『僕と死神くん/KNOCK KNOCK KNOCK 或いは別れた記憶たち』（12月18日 - 22日、シアターサンモール）
『僕と死神くん』 - 正田譲一 役
『KNOCK KNOCK KNOCK 或いは別れた記憶たち』 - 透明アキラ 役[30]

2020年
- 『ミュージカル「忍たま乱太郎」第10弾「忍術学園 学園祭」』（東京公演：1月10日 - 13日、舞浜アンフィシアター ／ 大阪公演：1月17日 - 19日、クールジャパンパーク WWホール） - 不破雷蔵 役[31]
- 朗読劇『HARAJUKU - 天使がくれた七日間』（1月31日 - 2月3日、中目黒キンケロシアター）- 修太 役[32]
- 舞台『悪因悪果』（3月4日 - 8日、俳優座劇場） - 一条右丸 役[33]
- 舞台『左ききのエレン～横浜のバスキア篇～』（4月1日 - 5日、DDD AOYAMA CROSS THEATER） - 主演・朝倉光一 役（11月に延期）
- 東京印公演vol.18『one cup of rice ～おにぎりのむすび方～2020』（4月22日 - 26日、中野・テアトルBONBON）- 西園寺優弥 役（10月に延期）
- 舞台『YOSHITSUNE 廻』（5月6日 - 10日、北千住天空劇場） - 千里 役（2021年5月に延期）
- ポップンマッシュルームチキン野郎『R老人の終末の御予定/コチラハコブネ、オウトウセヨ』（6月20日 - 28日、シアターサンモール）（公演中止）
- 劇団Zooooom！4th『不動産屋の恋』（再演）（6月22日 - 23日、Zoomにて生配信）
- 朗読劇『星降る街』（7月7日 - 8日、OPENREC.tv※インターネット配信）- 洋平 役[34][35]
- 舞台『天満月のネコ』 （7月15日 - 19日、シアターサンモール）- 主演・レグルス 役
- 舞台『RANPO chronicle 妄想博覧会』（8月15日 - 16日、YouTube Liveにて生配信）
『心理試験』 - 主演・蕗屋清一郎 役
『押絵と旅する男』 - ガマの油売り 役
- リモートシアター『ムカウミライ』（8月17日 - 23日、Zoomにて生配信）[36]
- 爆走おとな小学生『春の陽だまりの如し』（9月25日 - 27日、シアター1010） - 五右衛門 役
- 東京印公演vol.19『one cup of rice ～おにぎりのむすび方～ 2020』（10月21日 - 25日、中野ザ・ポケット）- 西園寺優弥 役[37]
- 爆走おとな小学生『パニッシュメントクレイン』（10月29日 - 11月1日、アトリエファンファーレ高円寺）- 10月29日、31日 - ゲスト出演
- 舞台『左ききのエレン ～横浜のバスキア篇～』（11月25日 - 29日、横浜市泉区民文化センター　テアトルフォンテ） - 主演・朝倉光一 役[38]
- 爆走おとな小学生『初等教育ロイヤル - 赤組』（12月10日 - 12日、京都劇場 / 12月16日 - 17日、シアター1010）- 主演・あきよし役

2021年
- 舞台『左ききのエレン -バンクシーのゲーム篇-』（1月21日 - 24日、六行会ホール） - 主演・朝倉光一 役
- 100点un・choice『白い星 ～シロイヒカリ～』（2月10日 - 14日、中野ザ・ポケット） - 主演・溝口修斗 役
- 舞台『RANPO chronicle 妄想博覧会』（3月18日 - 20日、YouTube Liveにて生配信）
『何者』 - 結城弘一 役
『妻に失恋した男』 - 唐沢 役
- 舞台『OLD Maid-JOKER』（4月21日 - 25日、作・演出 : 田中彪、主演 : 田中聖、新宿村LIVE）- 小野(記者) 役[39]
- 舞台『YOSHITSUNE 廻』（5月26日 - 30日、北千住天空劇場） - 千里 役[40]
- 舞台『観劇者』（6月30日 - 7月4日、シアターグリーン BIG TREE THEATER） - 佐々木真 役[41][42]
- 菅野臣太朗演劇倶楽部　旗揚げ公演『小劇場へ行こう！』（7月27日 - 8月8日、シアターグリーンBOX in BOX（無観客・生配信）） - 宮原泰平 役[43]
- 舞台『THRee'S』（8月25日 - 8月31日、シアター1010）- 伊審判 役 (公演中止)
- ナミプロvol.2『月の綺麗な夜に月に寄る』（9月23日 - 27日、中野ザ・ポケット）[44]
- コントステージ『ミットナイトvol.1』（10月9日 - 10日、歌舞伎町Sparkle）[45]
- ベニバラ兎団 本公演 VOL.27『STARGAZER』（11月11日 - 14日、六行会ホール）- トリプル主演・ヘリオス 役[46]
- 舞台『Wizards Storia-Initiumu-』（12月2日 - 12月5日、六行会ホール）- チャイ 役[47]
- Bobjack Theater vol.26『ロング・グッドバイ』～ノッキンオンアナザードア～（12月22日 - 31日、シアターKASSAI） - 松風正義 役[48]

2022年
- 東京印公演vol.22『雨月 ～見えるものだけが真実ではない～』（2月9日 - 13日、中野ザ・ポケット） - 優斗 役（公演中止）
- Soft Boiled Theater-6『戦国送球〜バトルボールズ〜』（2月23日 - 27日、CBGKシブゲキ!!）- 石田光矢 役
- Soft Boiled Theater-7『戦国送球〜バトルボールズ〜第二次真田合戦』（4月6日 - 10日、シアター1010）- 石田光矢 役
- 舞台『観劇者(再)』（5月4日 - 8日、シアターグリーン BIG TREE THEATER） - 佐々木真 役[49][50][51]
- 舞台『左ききのエレン 〜エレンの帰還編<EREN IS BACK>〜』-最終章-（6月29日 - 7月3日、六行会ホール） - 主演・朝倉光一 役[52]
- mediterranean lily and fever ～serious vol1～『シカク』（8月10日 - 14日、シアター風姿花伝） - 主演・男A 役
- ナミプロvol.4『命を玩ぶ男ふたり』（9月28日 - 10月2日、劇場HOPE）[53]
- Theatre劇団子 2022冬公演『トキタ荘の冬』（11月2日 - 6日、新宿シアターモリエール） - 池田 役[54]
- Bobjack Theater vol.27『幸福レコード2022』（12月21日 - 25日、TACCS1179） - 主演・池内創 役

2023年
- 東京印vol.23『あの春の約束を歩き出す君のために2023』（2月8日 - 12日、中野ザ・ポケット）[55][56]
- ENG第17回公演 missing 〜混血のハッシュタグ〜『私は刻む。私だけの、私の道を。』（3月8日 - 12日、六行会ホール） - ロイ・ウォーカー 役[57]
- 劇団6番シード30周年記念公演第一弾『Call me Connect you〜交渉人遠山弥生〜』（4月6日 - 9日、六行会ホール） - 小峠敦 役[58]
- mediterranean lily and fever vol.3『ピンクパンサーにご注意を』（5月3日 - 14日、シアターKASSAI） - 主演・鳥居スバル 役
- 『ボクノロワイヤル～髪の毛同士の戦闘絵巻～』（6月7日 - 12日、CBGKシブゲキ!!） - ボク 役[59]
- 舞台『act over』（6月28日 - 7月2日、シアターグリーン BOX in BOX THEATER）- 村上 雅也 役
- たみしょうプロデュース vol.1『プリズン DE ベイビー』（9月6日 - 9月10日、シアターKASSAI）- コイル・ヴォード 役[60]
- 舞台『Regulation's High-Second-』（10月18日 - 22日、中目黒キンケロ・シアター） - 皇宇宙 役[61]
- @emotion presents Expression Vol.10 金『IKIZAMA』（11月8日 - 12日、六行会ホール）- 穴山小助 役 （出演者体調不良のため9日以降公演中止）[62]
- 『ミュージカル「忍たま乱太郎」第13弾「忍術学園 学園祭」』（東京公演：12月8日 - 10日、TACHIKAWA STAGE GARDEN ／ 大阪公演：12月15日 - 17日、COOL JAPAN PARK OSAKA TTホール） - 不破雷蔵 役[63][64]

2024年
- Last Stage『売春捜査官』（1月17日 - 21日、シアターKASSAI） - 大山金太郎 役[65]
- 舞台『テムとゴミの声』第二章 〜また会えたなら〜（2月28日 - 3月3日、CBGKシブゲキ!!） - 主演・テム 役[66]
- ENG10周年記念公演『FROG ～新選組寄留記～』（3月20日 - 24日、六行会ホール）- W主演・山崎烝 役[67]
- 『ミュージカル「忍たま乱太郎」第14弾 五年生！ 対 六年生！～お宝を探し出せ！！～』（東京公演：5月17日 - 6月2日、東京ドームシティー シアターGロッソ / 愛知公演：6月8日 - 9日、愛知県幸田町民会館) - 不破雷蔵 役[68]
- 東京印公演vol.26『雨月 UGETSU 〜悪魔の証明〜』（7月24日 - 28日、中野ザ・ポケット） - 優斗  役[69]
- 『ミュージカル「忍たま乱太郎」 第14弾 五年生！対六年生！～お宝を探し出せ！！〜 再演』(東京公演：10月19日 - 11月4日、東京ドームシティー シアターGロッソ / 大阪公演：11月9日 - 12日、COOL JAPAN PARK OSAKA TTホール) - 不破雷蔵 役[70]

2025年
- 『ミュージカル「忍たま乱太郎」第14弾「忍術学園 学園祭」』（大阪公演：1月17日 - 19日、森ノ宮ピロティホール / 東京公演：1月24日 - 26日、TACHIKAWA STAGE GARDEN）-  不破雷蔵 役[71][72]
- 『ミュージカル「忍たま乱太郎」 五年生単独ライブ ～どうやら本当にやるらしい～』（2月7日 - 8日、KT Zepp Yokohama) - 不破雷蔵 役[73]
- ポップンマッシュルームチキン野郎ファーストライブ『SOY-SHOW』（2月9日、Route Theater）
- ポップンマッシュルームチキン野郎『R老人の終末の御予定』（3月6日 - 11日、すみだパークシアター倉）- グレコ 役[74]
- RULES『刑事舟辰三郎vs動機』（4月9日 - 13日、小劇場B1、作・演出 : 杉本達）- 沙央武 役
- mitt management コントステージ『ミットたうん』（5月24日 - 25日、CBGKシブゲキ!!）[75][76][77][78]
- NLT stage 四週連続公演第三弾『歪』（6月11日 - 15日、Route Theater）- W主演・１番 役
- 久下恭平プロデュース 舞台『なるべく派手な服を着る』（7月25日 - 28日、吉祥寺シアター）- 久里悟 役
- Miiteプロデュース第一回公演『喫茶サザンクロス』（8月27日 - 31日、Route Theater）- ロディー 役
- 竹内尚文プロデュースvol.3 舞台『クリームチーズクラッカーズ』（10月8日 - 13日、上野ストアハウス）
- ENG第24回公演『幕末の空に 戦国を見る』（11月19日 - 23日、六行会ホール）

### イベント
2016年
- 『2.5フェス(仮)』（2016年12月3日）- 忍術学園五年生（佐藤智広、山木透、吉田翔吾、久下恭平、栗原大河）

2017年
- CASTSIZE SPECIAL TALK LIVE（2017年2月26日、渋谷eggman） - 出演者（山木透、佐藤智広、吉田翔吾、久下恭平、栗原大河）
- 『超！アニメディア劇場』 （2017年3月22日、新宿FACE）
- 「忍ミュ」春のファン感謝祭 ～素顔の五年生全員集合！の段～（2017年4月6日 - 7日、品川クラブeX）
- スマチャレ!! 第5弾『スマチャレ!! 山木透vs吉田翔吾』リアル対決イベント（2017年10月21日）

2018年
- J-CULTURE FEST／にっぽん・和心・初詣NINJA ～心・技・体～（2018年1月2日、東京国際フォーラム） - ミュージカル忍たま乱太郎[79]
- 「忍ミュ｣春のファン感謝祭2018 ～素顔の五年生全員集合！の段～（2018年4月17日、愛知 : 名古屋市芸術創造センター・18日、京都 : 京都テルサ テルサホール・19日、兵庫 : 神戸市立灘区民ホール 大ホール・20日、大阪 : 大阪府立男女共同参画・青少年センター・24日、新潟 : 新潟市民プラザ・26日、宮城 : トークネットホール仙台 小ホール・28日、福島 : とうほう・みんなの文化センター 小ホール・5月12日 - 13日、東京 : シアターGロッソ）[80]

2019年
- ミュージカル「忍たま乱太郎」Blu-ray応援上映会「舞台挨拶回」(2019年3月24日、シネマサンシャイン池袋) - 出演者 (佐藤 智広、吉田 翔吾、山木 透、秋沢 健太朗、寺本 翔悟、高橋 光)[81]
- 『楽屋ばなし』（2019年8月17日 - 18日、アトリエファンファーレ東新宿）
出演 - 栗原大河、吉田翔吾、湯浅雅恭／MC：開沼豊
- 『真・YOSHITSUNE』 DVD発売イベント （2019年8月31日、Space emo 池袋）
- 舞台『アオアシ』8K上映会、トークイベント（2019年9月22日）

2020年
- 『山木透（人生初！）バースデーイベント』(2020年1月25日、R'sアートコート) - 1部 サプライズゲスト
- RANPO chronicle 彼岸商店『心理試験』スペシャルトーク＆ミステリーナイト（2020年9月10日、阿佐ヶ谷ロフトA）

2021年
- 『Wizards Storia Vol.1』 リリースイベント （2021年4月12日、ホテル東京ガーデンパレス内 ホワイトチャペルホール）

2022年
- 龍人『縁日THE PARTY in 野外』（2022年9月18日→10月17日振替、STUDIO EASE MEGURO［E-park］→GOBLIN御徒町） - 第二部（イベント中止）
- 『林明寛HappyBirthdayイベント』（2022年11月13日、上板橋GREENDOOR） - 1部ゲスト

2023年
- 吉田翔吾FAN MEETING『BLUE』（2023年9月16日、上野Unlimited） ゲスト - 1部：久下恭平

2024年
- Last stage『売春捜査官』卒業前夜トークイベント（2024年1月20日、シアターKASSAI）
- 『ミュージカル「忍たま乱太郎」第14弾直前！～ファンミーティングの段～』（2024年3月4日 、東京ドームシティシアターGロッソ）
- そりパ vol.41 ～花粉の数だけ Fall in Love～（2024年4月6日、PACMAM）- 1部ゲスト
- 吉田翔吾FAN MEETING『GREEN』（2024年6月23日、神田racine） MC - 丸山正吾、ゲスト - 1部：山木透
- 『FROG〜新選組寄留記〜』DVD.Blu-ray発売記念イベント（2024年9月21日、新宿LOFTプラスワン）
- 吉田翔吾FCバースデーイベント『cake』（2024年11月23日、アトリエファンファーレ東新宿） ゲスト - 2部：鈴木祐大
- 『あらイベ！！vol.3〜birthday celebration〜』（2024年12月14日、ZEAL THEATER SHINJUKU）- 2部ゲスト
- そりパvol.43 〜大忘年会〜（2024年12月16日、大崎ブライトコアホール）- 1部ゲスト

2025年
- 『第7回ミュージカルで表現する忍たま乱太郎の世界 in 青山』(2025年1月27日、NHK文化センター青山教室)[82]
- 『鈴木研究所vol.3』（2025年6月28日、シダックスカルチャーホール）- 1部ゲスト
- 吉田翔吾Birthday Event『WORLD』（2025年11月2日、P.O.南青山ホール）

### CD
- ボイスドラマCD『MOMOTARO♂』（2020年6月20日発売）[83]
- POP'N MUSHROOM CHICKEN YARO FIRST ALBUM『SOY』（2024年12月25日）

### 雑誌
- キャストサイズVol.17（2017年6月23日発行）
- キャストサイズVol.18（2017年11月30日発行）

### 配信
- ￼アニメディア公式番組『超！アニメディア（生）』（第31回）（2017年2月9日、ニコニコ生放送にて生配信）
- 『橘龍丸のタチバナ！〜立ちバナシもなんなんで〜』（2017年3月30日）
- 2.5D公式番組『What's 2.5D? #2』（2018年5月25日）- ミュージカル忍たま乱太郎
- コロナに負けるな！『舞台 左ききのエレン-横浜のバスキア篇- スペシャルトークライブ』【第1部】（2020年5月1日、ニコニコ生放送にて生配信）
- 『ミュージカル「忍たま乱太郎」オンライン忍務はじめます！～6月6日の段～』（2020年6月6日、ニコニコ生放送にて生配信）[84]
- 『カードゲームバラエティA×B×C』Cリーグ予選（2020年9月12日、ニコニコチャンネル（De-STYLEチャンネル））出演者 - 秋沢健太朗、小原卓也、栗原大河、吉田翔吾[85]
- 旅ロケ『T☆G Fes Vol.2』（2020年10月3日、ZAIKO）出演者 - 吉田翔吾、栗原大河、佐藤弘樹[86]
- ミュージカル「忍たま乱太郎」×「チコちゃんといっしょに課外授業」 ～千田嘉博先生×忍たまのオンライン二条城めぐりツアーの段～ (2021年2月23日) - 不破雷蔵 役[87]
- YouTube背神ドラマ『ネット怪談×百物語』（S8〜9、YouTube配信）- ねンねこ 役
- Theatre劇団子『トキタ荘の冬』チケット発売記念生配信（2022年9月3日）
- 劇団6番シード『Call Connect you』配信限定アフタートーク「コルコネ反省会」（2023年4月8日）
- ミュージカル「忍たま乱太郎」第14弾 再演 「五年生！対 六年生！～お宝を探し出せ！！～」上演記念ニコ生特番（2024年10月5日、ニコニコ生放送にて生配信）
- RULES『刑事舟辰三郎vs動機』第1回稽古場生配信（2025年3月30日、Youtube）

- RULES『刑事舟辰三郎vs動機』第2回稽古場生配信（2025年4月4日、Youtube）

### 音楽活動(TacT)
- Good Looking On Fes. 〜Welcome to valentine Party〜（2018年2月12日、恵比寿ザ・ガーデンホール）
- TacT　ワンマンライブ（2018年4月30日、新大久保B-BOX）
- Good Looking On Fes. 〜Welcome to culture festival〜（2018年11月3日、渋谷O-EAST）
- TacFes vol.1 〜Birthday Party〜（2018年11月24日、柏ThumbUp）
- 柏ThumbUp 10th Anniversary〜みなさんに感謝でしかない10周年〜（2019年1月30日、柏ThumbUp）
- 柏ThumbUp 10thAnniversary「VILLAGE VANGUARD柏マルイ店＆柏ThumbUpPRESENTS～KASHIWA Culture MUSIC #10〜アフターバレンタイン〜」（2019年2月15日、柏ThumbUp）
- 柏ThumbUp 10th Anniversary 〜bed time sheepレコ発「夜明けの街で会いましょう」ツアー〜（2019年2月28日、柏ThumbUp）
- Good Looking On Fes. 〜Welcome to Spring party〜（2019年3月20日、新宿BLAZE）
- 「FRESH FLASH 2」（2019年6月16日、横浜O-SITE）
- メンズヘラクレスイベントvol.2「Happy Summer Friday ～Tour Final～」（2019年6月21日、オーブ渋谷）
- 「よか音フェス」（2019年6月30日、柏ThumbUp、吉田翔吾ラストライブ）

## 書籍

### 写真集
- 『失恋男子 -シツレンバナシ-』第2弾（2018年2月14日）[88]
- 『Wizards Storia vol.1』（2021年3月20日）